# عباس تهماتان (مقاطعة فسا)
عباس تهماتان (بالإنجليزية: Tolombeh-ye Abbas Tahmatan)‏ هي human-geographic territorial entity تقع في فارس في إيران.